# Getaplar
Getaplar (Rhamnus) är ett växtsläkte med lövfällande buskar eller små träd. Bären och andra delar är giftiga. Ur bären kan flavonolen rhamnetin, vilken tidigare var ett mycket använt gult färgämne, framställas.